# Antonius Jacobus Henckel
Antonius Jacobus Henckel (* 27. Oktober 1668 in Merenberg; † 12. August 1728 in Germantown bei Philadelphia) war ein deutscher Theologe, der nach seiner Auswanderung nach Pennsylvania die erste deutsche lutherische Gemeinde in der nordamerikanischen Kolonie gründete.

## Familie
Henckel hatte eine ältere Schwester und vier jüngere Geschwister. Sein Vater, Georg Henkel (* 1635 in Allendorf, † 29. Januar 1678), war lutherischer Schulmeister, seine Mutter war Anna Eulalia Dentzer (* 1640 in Steinberg). Beide heirateten am 2. Mai 1666 in Merenberg.
Antonius Jacobus Henckel wurde am 25. April 1692 mit Maria Elisabetha Dentzer († 23. Januar 1744) von deren Vater Johann Nikolaus Dentzer
in Kirchhain vermählt. Aus der Ehe gingen sieben Söhne und fünf Töchter hervor, wovon jedoch vier bereits in jungem Alter verstarben.

## Leben und Wirken

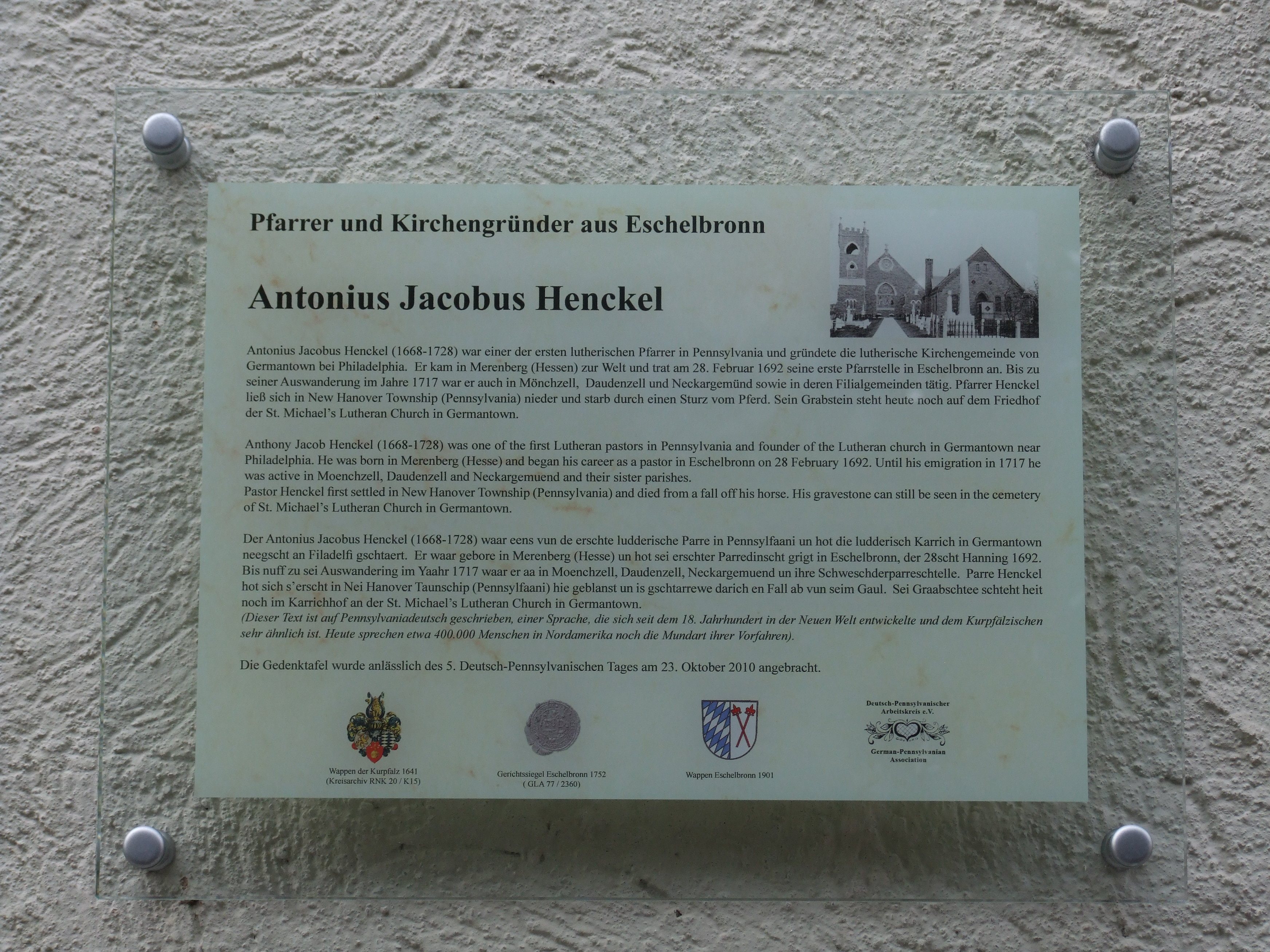
Gedenktafel Antonius Jocobus Henckel an der Evangelischen Kirche Eschelbronn

Henckel wurde am 27. Dezember 1668 getauft. Am 5. Mai 1688 schrieb er sich in der Universität Gießen ein und schloss dort am 16. Januar 1692 sein Theologie-Studium ab.

### Tätigkeit als kurpfälzischer Gemeindepfarrer
Am 28. Februar 1692 wurde Henckel von dem Pfarrer Johann Christoph Wild aus Hoffenheim ordiniert und übernahm die Pfarrstelle in der Gemeinde Eschelbronn sowie 1693 zusätzlich die Gemeinde von Mönchzell. In Eschelbronn war er bis 1695 als Pfarrer der Evangelisch-lutherischen Kirche tätig, wo er innerhalb seiner Amtszeit etwa 18 Taufen, fünf Hochzeiten und 30 Beerdigungen durchführte. 1695 wechselte er nach Daudenzell und war dort bis 1703 als Pfarrer tätig. Sein Nachfolger in Eschelbronn wurde 1696 Josua Harrsch. Zudem war Henckel 1699 bis 1707 für die Gemeinde Kälbertshausen zuständig.
In der Filialgemeinde Breitenbronn versuchten Katholiken im Jahr 1709 die lutherische Kirche zu stürmen. Henckel reagierte darauf, indem er den Vorfall dem Konsistorium in Heidelberg meldete, worauf der Kirchenrat ihn an den Kurfürsten verwies. Infolge der Ereignisse ordnete die katholische Regierung eine gemeinsame Nutzung des Gotteshauses durch Katholiken und Protestanten an.
1714 übernahm Henckel erneut das Amt in Mönchzell und begann im folgenden Jahr als Pfarrer in Neckargemünd zu arbeiten. Dort betreute er bis zum 3. Juni 1717 die Neckargemünd unterstellten lutherischen Pfarrgemeinden im Meckesheimer Zent.

### Auswanderung nach Pennsylvania
Auf Einladung von William Penn, dem Gründer Pennsylvanias, wanderte Henckel im Jahr 1717 in die nordamerikanische Kolonie aus, ins spätere New Hanover Township, wo er vermutlich im September ankam. Als Gründe seiner Auswanderung werden die Rekatholisierung in der Pfalz und die Armut der lutherischen Kirche angenommen.
Als einer der wenigen lutherischen Pfarrer der Region engagierte er sich insbesondere bei der Errichtung von Schulen und Kirchen und leistete so einen Beitrag für die Entstehung der lutherischen Kirche in Pennsylvanien.
1721 gründete er die erste lutherische Gemeinde und ließ die St. Michaels Lutheran Church in Germantown erbauen, zu deren Finanzierung auch Benjamin Franklin mit fünf Schilling beigetragen hatte.
Am 12. August 1728 starb Henckel im Haus von Herman Goothausen in Springfield an den Verletzungen, die er sich am gleichen Tag bei einem Reitunfall auf dem Weg zu einem Krankenbesuch zugezogen hatte. Er wurde auf dem Friedhof in Germantown begraben. Sein Grabstein war im 21. Jahrhundert noch erhalten. Bis später sein Testament aufgefunden wurde, war zunächst ungewiss, ob Henkel im Jahr 1728 oder 1732 verstorben war.
Im Laufe der folgenden Generationen änderte sich der Name Henckels’ Nachfahren in Henkel, Hinkel, Hinkle (geändert im Jahr 1797) und Hinckel.

## Denkmäler
- Gedenktafel an der Evangelischen Kirche Eschelbronn, angebracht am 23. Oktober 2010 anlässlich des 5. Deutsch-Pennsylvanischen Tags[7]
- Gedenkstein im Kirchhof der St. Michaels Lutheran Church in Germantown, aufgestellt von Nachfahren Henckels im Jahr 1917